# Leslie Cheung
Leslie Cheung Kwok-Wing (em chinês tradicional: 張國榮; em chinês simplificado: 张国荣; Hong Kong britânico, 12 de setembro de 1956 – Hong Kong, 1 de abril de 2003) foi um cantor e ator de Hong Kong. Ao longo de uma carreira de 26 anos, de 1977 até sua morte, Cheung lançou mais de 40 álbuns musicais e atuou em 56 filmes. Ele foi um dos pioneiros mais proeminentes que moldaram a identidade do Cantopop durante a década de 1980 e tornou-se conhecido por sua aparência de palco extravagante e muitas vezes ultrajante. Sua aventura como ator na década de 1990 foi reconhecida por interpretar personagens gays em uma indústria cinematográfica então conservadora. Sua carreira foi marcada por elogios e críticas, com inúmeras discussões públicas focadas em sua orientação sexual e personalidade androgina.
Nascido Cheung Fat-chung em Kowloon, Hong Kong britânico, Cheung estudou na Inglaterra desde os 12 anos até retornar a Hong Kong em 1976 para seguir carreira no show business. Ele alcançou grande popularidade com seu álbum autointitulado de 1984 e seu single "Monica", cuja produção dançante animada introduziu uma nova tendência popular no Cantopop, além do conjunto contemporâneo de baladas sentimentais. O sucesso contínuo de Cheung com uma série de álbuns de sucesso em meados e no final da década de 1980, mais notavelmente o best-seller Summer Romance de 1987, rendeu-lhe vários prêmios, incluindo Artista Masculino Mais Popular nos Jade Solid Gold Best Ten Music Awards em 1988 e 1989. Além da música, Cheung teve papéis inovadores no cinema como adolescente desiludido em Lie huo qing chun (1982) e como policial dividido entre a justiça e a fraternidade em Ying hung boon sik (1986). Ele anunciou sua "aposentadoria" da música e emigrou para o Canadá em 1989, mas permaneceu ativo em sua florescente carreira de ator.
Cheung alcançou amplo reconhecimento como ator na década de 1990. Ele interpretou um mulherengo ansioso pelo retorno de sua mãe distante em Ah fei zing zyun (1990), que lhe rendeu o Prêmio de Melhor Ator no Prêmio Cinematográfico de Hong Kong de 1991. Seu papel como ator gay de ópera de Pequim em Adeus, Minha Concubina (1993) o catapultou para a proeminência no mundo ocidental. A reputação de Cheung como celebridade bissexual consolidou-se com seu papel no drama de 1997, Chun Gwong Cha Sit, um filme que retrata explicitamente um relacionamento gay entre homens. Seu retorno como artista musical no final dos anos 1990, particularmente com seu álbum Red de 1996, foi conhecido pela experimentação sonora e pelas imagens gráficas extravagantes. Ele recebeu o Golden Needle Award, a mais alta distinção do RTHK Top 10 Gold Songs Awards, em 1999. Em 2000, ele foi homenageado como "Maior Superstar da Ásia" no CCTV/MTV Music Honors na China continental. Cheung morreu por suicídio ao pular do 24º andar do hotel Mandarin Oriental em 1 de abril de 2003, tendo sido diagnosticado com depressão clínica grave. Em 2010, ele foi eleito o terceiro músico mais icônico de todos os tempos pela CNN, depois de Michael Jackson e The Beatles.

## Juventude

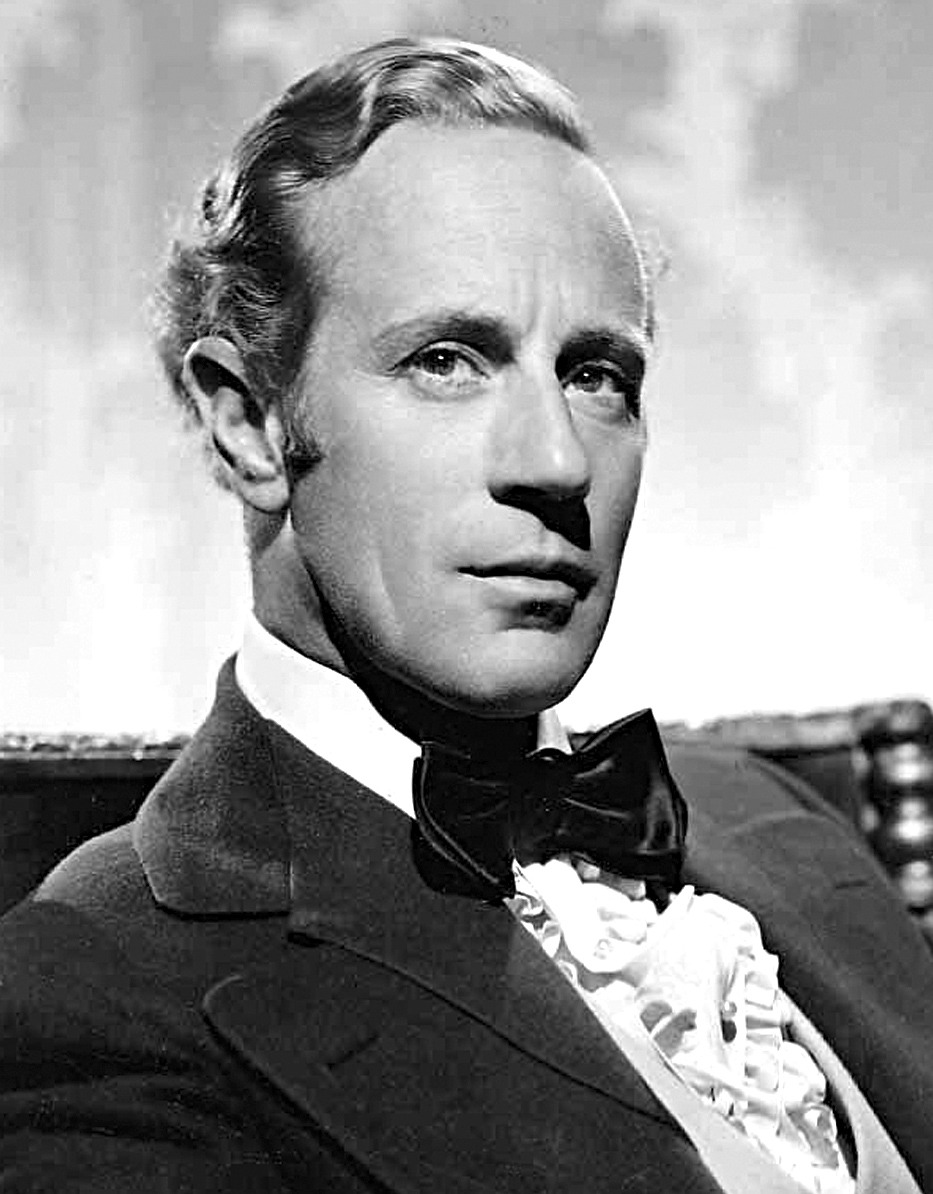
O nome inglês de Cheung foi inspirado no ator Leslie Howard (foto) em Gone with the Wind.

Cheung nasceu Cheung Fat-chung em Kowloon, Hong Kong britânico, o caçula de 10 filhos de uma família Hakka de classe média. Seu pai, Cheung Wut-hoi, era um conhecido alfaiate especializado em ternos cujos clientes incluíam celebridades ocidentais como o diretor de cinema Alfred Hitchcock e os atores Marlon Brando e Cary Grant. Apesar da reputação de seu pai na indústria da moda, Cheung não se inspirava na profissão. Cheung disse a muitos entrevistadores que teve uma infância infeliz, sentindo-se emocionalmente distante de seu pai e irmãos e frequentemente testemunhando discussões e brigas em casa. Ele se sentia "às vezes deprimido" e ansiava pelo carinho de seus pais, que estiveram ausentes de casa a maior parte do tempo em sua infância. O tratamento abusivo que seu pai dispensou à mãe teve um efeito duradouro nas perspectivas de Cheung sobre o casamento. Quando o pai de Cheung se casou com outra mulher, sua vida emocional deteriorou-se ainda mais. Ele foi criado pela avó, de quem era muito próximo. Cheung resumiu sua educação como um "ressentimento silencioso" com "nada que valha a pena lembrar", exceto a morte de sua avó quando ele estava na escola primária, que foi "a única coisa que me lembro da minha infância".
Cheung frequentou a Rosaryhill School para o ensino secundário em Hong Kong e, aos 12 anos, matriculou-se em um internato independente para meninos, Eccles Hall School Quideham, perto de Norwich, na Inglaterra. Durante seu tempo em Rosaryhill, Cheung teve um desempenho acadêmico ruim, mas se destacou na língua inglesa. Ele descobriu um novo interesse por filmes de faroeste e mergulhou na música, estudando a trilha sonora original de Romeu e Julieta. Quando esteve na Inglaterra, ele lembrou que havia "problemas raciais", mas conseguiu fazer amigos. Durante os finais de semana, ele trabalhava como bartender e às vezes fazia canto amador no restaurante de seus parentes em Southend-on-Sea. Ele se deparou com o filme Gone with the Wind e escolheu Leslie como seu nome em inglês inspirado no ator Leslie Howard, sentindo que "O nome pode ser de homem ou de mulher, é muito unissex". Cheung frequentou a Universidade de Leeds, onde estudou gestão têxtil. Após um ano de estudos, em 1976, retornou a Hong Kong quando seu pai ficou paralisado de um lado do corpo após um acidente vascular cerebral. Como o pai queria que todos os filhos ficassem em casa, Cheung abandonou os estudos e ganhou a vida como vendedor da Levi's. Cheung lembrou que durante esse período, "eu não tinha planos; lá estava eu, sentindo como se estivesse pendurado no meio do nada".

## Carreira

### Começos
Ao retornar a Hong Kong, Cheung voltou para o ensino médio como um estudante maduro e formou uma banda, da qual era vocalista, com seus colegas. Em maio de 1977, os membros da banda se inscreveram individualmente no Concurso de Canto Asiático da Rediffusion Television (RTV). Apenas Cheung permaneceu até a rodada final da divisão de Hong Kong, onde terminou como vice-campeão com uma versão de "American Pie". Ele passou para a divisão pan-asiática, terminando em quinto. Logo após a competição, a RTV ofereceu a Cheung um contrato de três anos como ator de segunda categoria para a RTV. Ele também assinou com a Polydor Records com a esperança de lançar álbuns musicais.
A carreira de Cheung no show business não decolou imediatamente. Seu primeiro papel no cinema foi em Hong lou chun shang chun (紅樓春上春, 1978), uma produção pornográfica softcore que apresenta suas nádegas nuas. Seus dois primeiros álbuns foram gravados exclusivamente em inglês, e seu terceiro álbum, Lover's Arrow (情人箭, 1979) foi gravado em cantonês. Os álbuns fracassaram comercialmente e os críticos criticaram a voz de Cheung como "de galinha". A primeira apresentação pública de Cheung no Festival de Música Folclórica Pop de Hong Kong de 1977 foi vaiada pelo público fora do palco. Ele descreveu seus primeiros dias no show business como "cheios de incertezas... Lembro-me bem que minha carreira de cantor no estágio inicial era como 'uma pessoa correndo contra uma pedra', cheia de desespero e obstáculos". Vendo pouco potencial em Cheung, a Polydor permitiu que ele partisse em seus próprios termos.

### 1982–1989: sucesso do Cantopop e cruzamento de filmes
Cheung assinou com a Capital Artists, uma gravadora intimamente associada à então dominante rede de televisão TVB, em 1982. Seu primeiro single de sucesso, "The Wind Blows On" (風繼續吹; 1982), é uma versão cover de Momoe Yamaguchi. O single japonês "The Other Side of Goodbye" (さよならの向こう側) . A música fez sucesso nas paradas, revitalizando a imagem de Cheung como cantor de Cantopop. O álbum titular foi o primeiro de Cheung a ser certificado de ouro pela Federação Internacional da Indústria Fonográfica (IFPI) de Hong Kong. Seu segundo álbum com a Capital, Craziness (一片痴, 1983), é uma compilação de canções que ele gravou para dramas da TVB. O álbum também foi um sucesso, recebendo a certificação de ouro da IFPI Hong Kong. Ele continuou seu cruzamento de filmes com papéis principalmente em filmes adolescentes, e ganhou seu primeiro grande reconhecimento por estrelar Lie huo qing chun (1982). Embora Cheung já fosse um ator conhecido com personalidades simpáticas nas produções da TVB, seu papel como um adolescente desiludido em Lie huo qing chun previu sua futura reputação como um ícone rebelde. O papel rendeu a Cheung uma indicação de Melhor Ator no Prêmio Cinematográfico de Hong Kong de 1983.
O ano de 1984 foi quando Cheung alcançou o estrelato em massa. Ele lançou o single "Monica", um cover do single do cantor japonês Kōji Kikkawa. A canção liderou as paradas em Hong Kong e foi uma das 10 canções com certificado de ouro homenageadas no Jade Solid Gold Best Ten Music Awards de 1984 da TVB e no RTHK Top 10 Gold Songs Awards de 1984. A animada produção dançante da música introduziu uma nova tendência musical no Cantopop, além das tradicionais baladas sentimentais que dominavam a cena. O álbum autointitulado de Cheung de 1984, que incluía "Monica", foi o primeiro a ser certificado como platina pela IFPI Hong Kong e vendeu mais de 200.000 cópias. Ele estrelou o drama da TVB, Once Upon an Ordinary Girl (儂本多情) e o filme Yuen fan. Neste último, coestrelou com a atriz Maggie Cheung e a cantora e atriz Anita Mui. Ambas as produções tiveram sucesso comercial e colocaram Cheung no centro das atenções como um artista de destaque. À medida que a fama de Cheung se expandia, a mídia começou a colocá-lo contra o colega cantor e ator Alan Tam, já que os dois eram os cantores masculinos de Cantopop de maior sucesso no momento. A chamada rivalidade divulgada contribuiu para o crescimento das vendas do Cantopop e durou até o final da década de 1980.
Os próximos álbuns de Cheung com Capital tiveram sucesso semelhante. For Your Heart Only (為你鍾情, 1985) rendeu o single de sucesso "Wild Wind" (不羈的風), que estava entre as 10 canções com certificado de ouro homenageadas nos prêmios Jade Solid Gold e RTHK Top 10 da TVB. O álbum também incluiu canções que Cheung gravou para dramas da TVB, impulsionando sua imagem como um protagonista masculino romântico. Seu single de 1986 "Who Feels the Same?" (有誰共鳴) ganhou o Gold Song Gold Award, distinção para a música mais popular do ano, no Jade Solid Gold Awards da TVB. Com esta conquista, Cheung tornou-se uma realeza indiscutivelmente indiscutível do Cantopop. Após o lançamento de "Who Feels the Same?", ele deixou a Capital e se juntou à Cinepoly Records. Um ponto de viragem em sua florescente carreira de ator foi no filme de ação policial de 1986, dirigido por John Woo, Ying hung boon sik, no qual ele co-estrelou com Ti Lung e Chow Yun-fat. Ele interpretou um policial jovem e impulsivo dividido entre a justiça e seu irmão criminoso.
A carreira de Cheung atingiu um novo pico em 1987, quando ele lançou seu primeiro álbum pela Cinepoly, Summer Romance. O álbum foi o lançamento Cantopop mais vendido do ano, ganhando sete vezes a certificação de platina da IFPI Hong Kong e vendeu mais de 350.000 cópias. Seu primeiro single, "Sleepless Night" (無心睡眠), ganhou o Gold Song Gold Award no Jade Solid Gold Awards de 1987. Os próximos dois álbuns, Virgin Snow e Hot Summer, ambos foram lançados em 1988 e venderam bem, recebendo certificações de ouro e platina da IFPI Hong Kong. Ele também teve papéis principais nos filmes Sien lui yau wan e Yim ji kau. A atuação de Cheung e sua co-estrela Anita Mui em Rouge consolidou a reputação da dupla como os principais artistas de Hong Kong. Yiu-wai Chu, autor do livro Hong Kong Cantopop: A Concise History (2017), observou que Cheung e Mui formaram uma química "sem precedentes" mostrando o "poder místico do carisma", não apenas em filmes, mas também no palco apresentações juntos. Os dois também eram amigos íntimos na vida real.
Cheung embarcou em uma turnê de 23 datas no Coliseu de Hong Kong em meados de 1988, patrocinada pela Pepsi. A turnê esgotou e acumulou mais de 250.000 espectadores. Ele também realizou vários shows atendendo à comunidade chinesa na América do Norte, visitando Atlantic City, Calgary, Toronto e Vancouver. Na esteira da intensa atmosfera política na China continental no final da década de 1980, que culminaria no Massacre da Praça da Paz Celestial em 1989, cantores de Cantopop de sucesso anunciaram a retirada pública da indústria musical e emigraram para países ocidentais. Cheung fez o mesmo, anunciando sua "aposentadoria" do Cantopop e emigrando para Vancouver, Canadá em 1989. Antes de sua aposentadoria, Cheung lançou mais três álbuns pela Cinepoly - Leslie '89, Salute, Final Encounter - todos os quais receberam disco de platina. certificações da IFPI Hong Kong. Ele ganhou o prêmio de Artista Masculino Mais Popular duas vezes, em 1988 e 1989 no Jade Solid Gold Best Ten Music Awards. Sua "turnê de despedida", em apoio ao álbum Final Encounter, teve 33 shows consecutivos com ingressos esgotados no Coliseu de Hong Kong. Cheung doou os lucros de seu álbum Salute de 1989 para a Academia de Artes Cênicas de Hong Kong, que foi nomeada Leslie Cheung Memorial Scholarship após sua morte.

### 1990–1995: hiato musical e papéis importantes no cinema

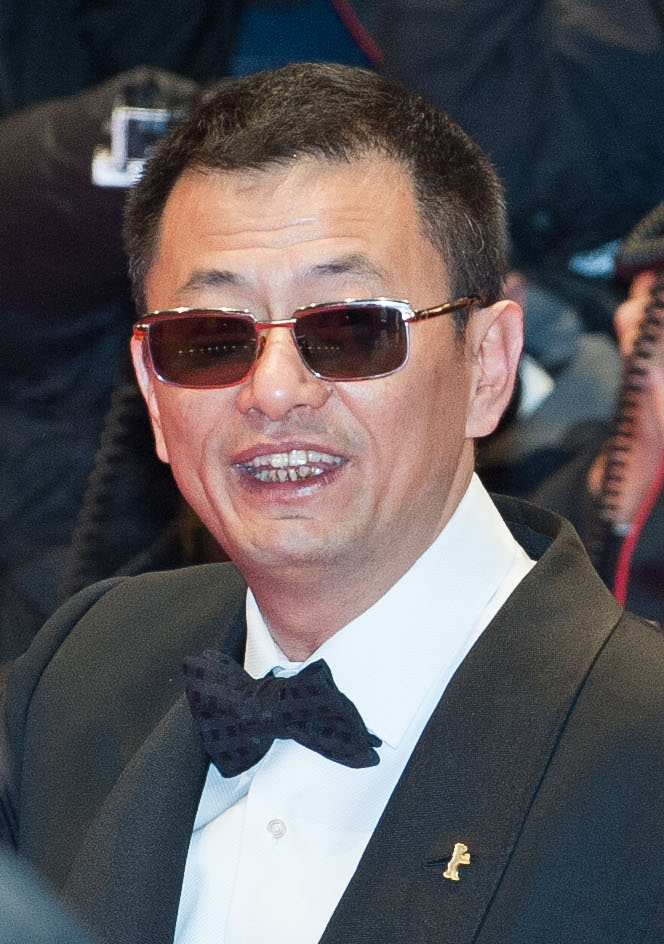
O papel de Cheung em Ah fei zing zyun, dirigido por Wong Kar-wai (foto), rendeu-lhe o Prêmio Cinematográfico de Hong Kong para Melhor Ator.

Além da música, Cheung teve seu papel inovador no filme de ação policial  Ying hung boon sik (1986), que abriria caminho para sua próxima carreira no cinema. Cheung anunciou sua "aposentadoria" e emigrou para o Canadá em 1989, após a transferência de Hong Kong, mas posteriormente retornou ao show business em 1990.
Ele também ganhou o prêmio de Melhor Ator no Hong Kong Film Critics Society Awards de 1994 na comédia dramática Dung Che Sai Duk (1994).
A virada na carreira de ator de Cheung veio em 1986 com seu papel principal em Ying hung boon sik, de John Woo (吳宇森), que quebrou o recorde de bilheteria de Hong Kong. Nos anos seguintes, Cheung foi elogiado por suas atuações em filmes que encontraram popularidade com o público em todo o mundo, incluindo Sien lui yau wan (1987), Yim ji kau (1987), Ah fei zing zyun de Wong Kar-Wai (1991) e Adeus, Minha Concubina (1993).
Embora Cheung tenha abandonado sua carreira como cantor pop de 1989 a 1995, ele continuou sua carreira musical como compositor. Ele compôs mais de dez músicas durante esse período. Em 1993, ele ganhou o Prêmio de Melhor Canção de Filme Original do Golden Horse Film Festival pela música tema Red Cheek, White Hair de Bak fat moh lui zyun (como compositor de trilhas sonoras de filmes). Em 1995, ele escreveu todas as três músicas-tema do filme Ye ban ge sheng. Quanto às composições, Cheung ganhou quatro indicações para Melhor Canção de Filme Original no Golden Horse Film Festival and Awards e duas indicações para Melhor Canção de Filme Original no Hong Kong Film Awards. Em 1998 foi membro do júri do 48º Festival Internacional de Cinema de Berlim.

### 1995–1999: Retorno à música

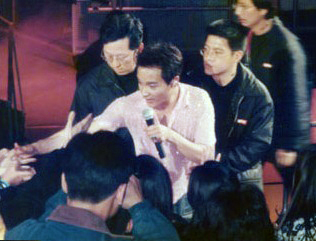
Cheung em um show de 1997

Em 1995 Cheung assinou contrato com a Rock Records, retornando à música como cantor. No mesmo ano, lançou seu primeiro álbum pós-aposentadoria, Beloved. Beloved alcançou grande sucesso de mercado com o prêmio de Álbum Mais Vendido da IFPI.
Em 2001, Cheung colaborou com William Chang, o diretor de arte de Ah fei zing zyun (1991), de Wong Kar-Wai, para fazer seu videoclipe Bewildered, sobre a intimidade entre dois gays. O bailarino japonês Nishijima Kazuhiro interpretou o amante de Cheung no vídeo. O videoclipe foi demonizado por defender a homossexualidade e foi banido pela TVB, mas Cheung recusou-se a editar as cenas e a se censurar.

### 2000–2003: Anos posteriores
A última turnê de Cheung foi a Passion Tour, que aconteceu em Hong Kong e no exterior de 2000 a 2001. Cheung colaborou com o estilista Jean-Paul Gaultier, transformando Cheung "From Angel to Devil" em quatro figurinos: o Anjo, o Menino Bonito, o Amante Latino e o Diabo - denotando drag intercultural e focando na androginia e bissexualidade de Cheung. Embora Passion Tour tenha sido aclamado no Japão, Coreia e Canadá pelo glamour e dignidade de Cheung em usar a performance drag nos figurinos de Gaultier, em Hong Kong foi recebido com desaprovação. Sua última turnê, a Passion Tour (2000-01), visitou a Ásia, o Reino Unido e os Estados Unidos. A turnê quebrou recordes de público em toda a Ásia, incluindo o recorde do primeiro artista estrangeiro a realizar 16 shows no Japão.
Embora Cheung pudesse vender bem mais de 200.000 cópias de um álbum no auge da década de 1980, seus álbuns posteriores lutaram para igualar o mesmo sucesso, com vendas de 50.000 cópias cada.
Em 2011, a CCTV comentou a "Passion Tour" que desde a forma de performance, conceito de arte, adereços de figurino e resposta do público, todos representam o mais alto padrão dos concertos chineses, que ninguém jamais superou.

## Vida pessoal

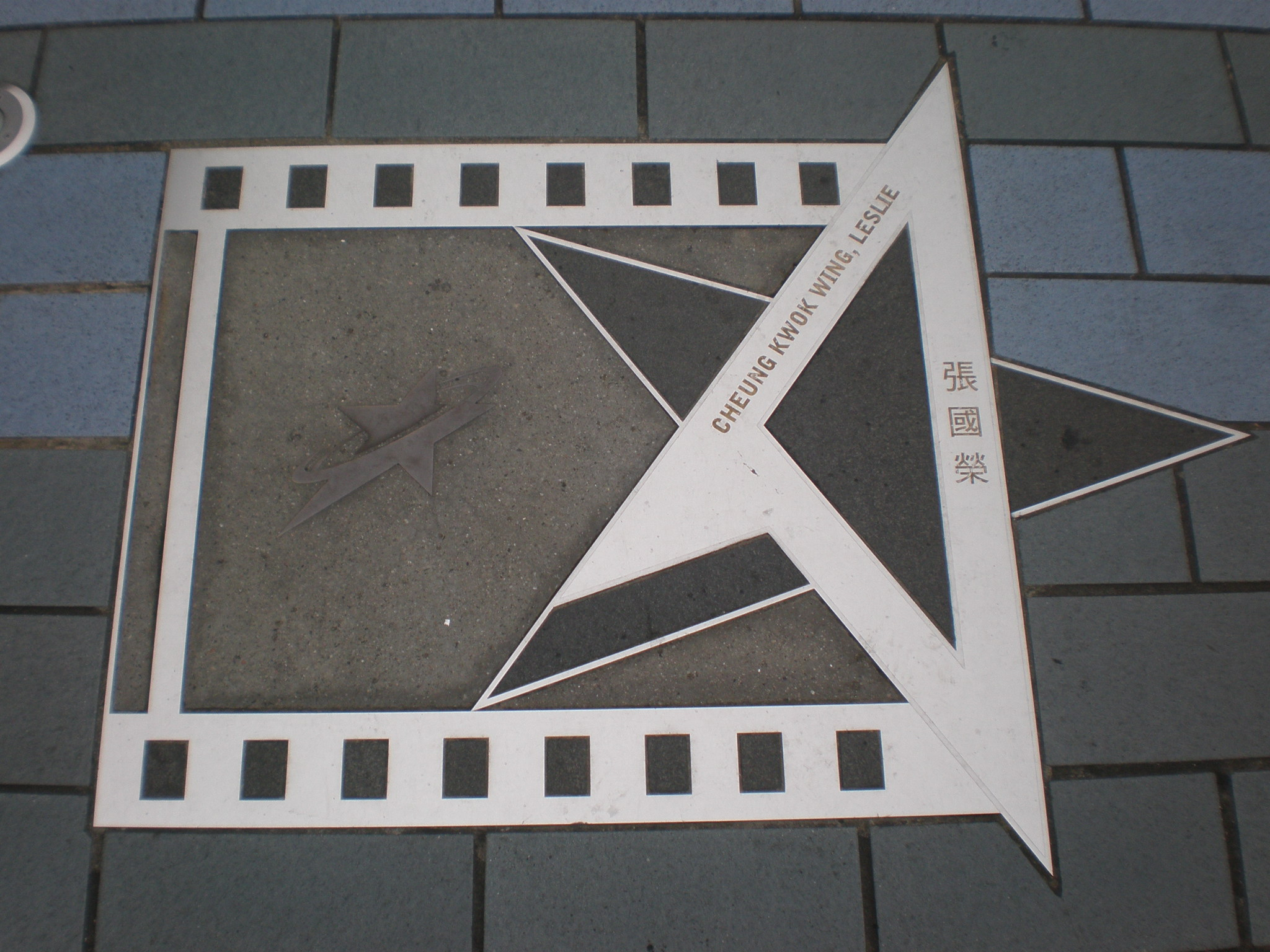
Star of Leslie Cheung Kwok Wing on the Avenue of Stars in Hong Kong

Em 1977, durante as filmagens da série de televisão Love Story da RTV, Cheung, então com 20 anos, conheceu e se apaixonou por sua co-estrela de 17 anos, Teresa Mo (毛舜筠), e eles ficaram juntos depois que eles terminou a série. Em 1979, Cheung pediu com flores Mo em casamento, mas sua proposta repentina a assustou e ela começou a se distanciar dele. Embora Cheung e Teresa Mo eventualmente tenham se separado após a proposta e perdido contato por um breve período, eles permaneceram amigos íntimos depois de se reunirem para o filme de 1992, Ga yau hei si.
Mais tarde, Cheung teve um breve relacionamento com a atriz Shirley Yim, a irmã mais nova de Michelle Yim, mas eles se separaram em 1980, devido à incompatibilidade com o estilo de vida um do outro.
Cheung e Ngai Sze-pui (倪詩蓓), uma modelo e atriz de Hong Kong que ele conheceu no set da série de televisão ATV Agency 24, mantiveram um relacionamento por dois anos, de 1981 a 1983.
Em 1984, na casa de Albert Yeung, Cheung conheceu Cindy Yeung (楊諾詩), a filha mais nova de Albert Yeung que havia retornado recentemente de Boston. Cindy Yeung também era fã de Cheung e era sete anos mais nova que ele. Cheung e Yeung saíram em vários encontros até que este retornou a Boston. Eles continuaram o relacionamento por meio de telefonemas e cartas, mas se separariam no ano seguinte, continuando bons amigos. Cheung sentiu que se não estivesse no showbusiness, já poderia ter sido casado e ter filhos, como a maioria de seus amigos.
Em uma entrevista em 1992, Cheung afirmou que "Minha mente é bissexual. É fácil para mim amar uma mulher. Também é fácil para mim amar um homem" e "Acredito que um bom ator seria androgino, e sempre mudando."
Ele anunciou seu relacionamento entre pessoas do mesmo sexo com seu amigo de infância Daffy Tong Hok-tak (唐鶴德) durante um show em 1997. Ele dedicou uma canção de amor aos dois “amantes de sua vida”, sua mãe e seu namorado Daffy Tong naquele show, que é visto como o momento em que ele saiu do armário. Esta ação lhe rendeu prestígio nas comunidades LGBT na China, Japão, Taiwan e Hong Kong. O relacionamento com Daffy durou até a morte de Cheung em 2003.
Cheung respondeu a perguntas sobre sua vida amorosa: "Em termos de amantes, acho que posso ser melhor amigo do que amante. Porque sou um viciado em trabalho. Para compartilhar meu romance, essa pessoa tem que comprometer alguma coisa." Esta declaração foi divulgada durante a entrevista após o lançamento do filme Lian zhan Chong Cheng em 2000.
Em uma entrevista de 2001 para a revista Time, Cheung disse: "É mais apropriado dizer que sou bissexual. Tive namoradas. Quando eu tinha 22 anos ou mais, pedi à minha namorada Teresa Mo em casamento.

### Cidadania
Leslie Cheung mudou-se para Vancouver em 1990 e tornou-se cidadão canadense por naturalização.

### Filantropia
Cheung apoiava várias instituições de caridade relacionadas com o bem-estar das crianças. Ele era patrono da Children's Cancer Foundation, uma instituição de caridade que cuida de crianças com câncer e suas famílias. Cheung doou HK$ 1 milhão (US$ 128.000) em 1996 e lançou cinco conjuntos de cartões RED para ajudar a arrecadar fundos para a Children's Cancer Foundation.
Ele foi a primeira estrela do Cantopop a lançar uma arrecadação de fundos para caridade em um show. Em 1996, embora naquela época raramente cantasse em público, cantou três temas de seus filmes para arrecadar dinheiro para os idosos.
Para seu show de 1997 no HK Coliseum, Cheung montou um estande de coleta para a instituição de caridade RED Card. Doações de HK$ 100 ou mais podem gerar um conjunto de cartões. Cheung disse: "Eu liderarei o caminho, então doei HK$ 1.000.000 para o fundo de câncer infantil de Hong Kong em meu próprio nome". O concerto arrecadou mais de HK$ 800.000, aos quais Cheung e seus amigos acrescentaram mais de HK$ 100.000, e arrecadaram um milhão de dólares de Hong Kong para doar ao fundo do câncer.
Ele também foi patrono da Fundação End Child Sexual Abuse (ECSAF) (護苗基金), fundada pela atriz veterana Josephine Siao (蕭芳芳).
Em 1999, em uma festa para arrecadar fundos de ajuda após o terremoto em Taiwan, Cheung participou de um evento de degustação de arroz frito. Ele doou HK$ 250 mil para uma tigela de arroz; isso foi complementado por doações de fãs, elevando o total para HK$ 500.000.
Em 2000, a Sun Entertainment abriu a "Star Second-hand Shop", onde produtos de segunda mão doados por celebridades foram leiloados para arrecadar dinheiro para o "Sun Love Fund". Leslie Cheung era conhecido por seu excelente senso de moda e foi o primeiro a doar para o leilão três peças muito apreciadas e cuidadosamente selecionadas. Leslie também doou sua amada raquete de badminton ao IDclub Taiwan, para ser leiloada para arrecadar dinheiro para o fundo do câncer infantil.
Em 1999 e 2000, ele apareceu em programas de caridade da TVB para ajudar a arrecadar fundos para a ECSAF, no qual foi nomeado embaixador da boa vontade em 2002.
Em 2003, Cheung doou HK$ 100.000 para o fundo de proteção de mudas, que estava realizando uma noite de caridade em grande escala em 12 de março. Ele disse aos convidados da festa que lhe dessem dinheiro em vez de presentes e depois doou todo o dinheiro que recebeu para o fundo.

## Morte e legado

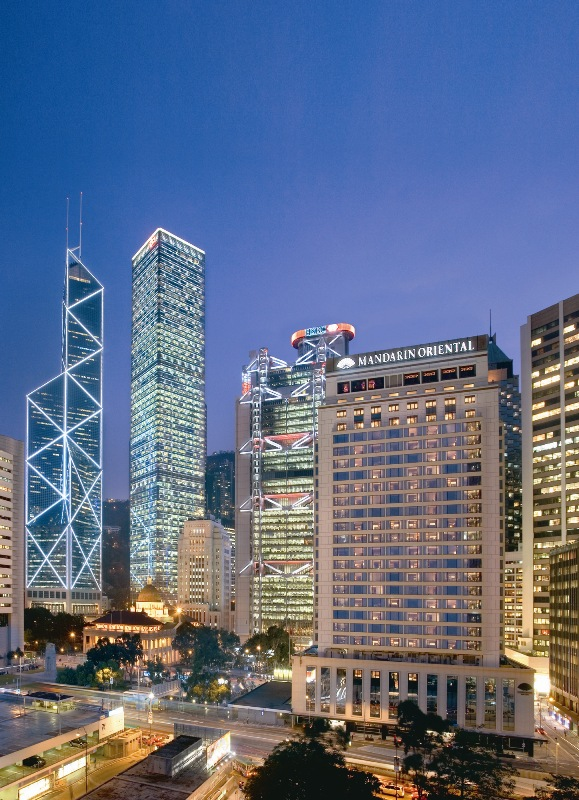
Leslie Cheung saltou do 24º andar do hotel Mandarin Oriental (à direita), localizado no distrito Central, Ilha de Hong Kong

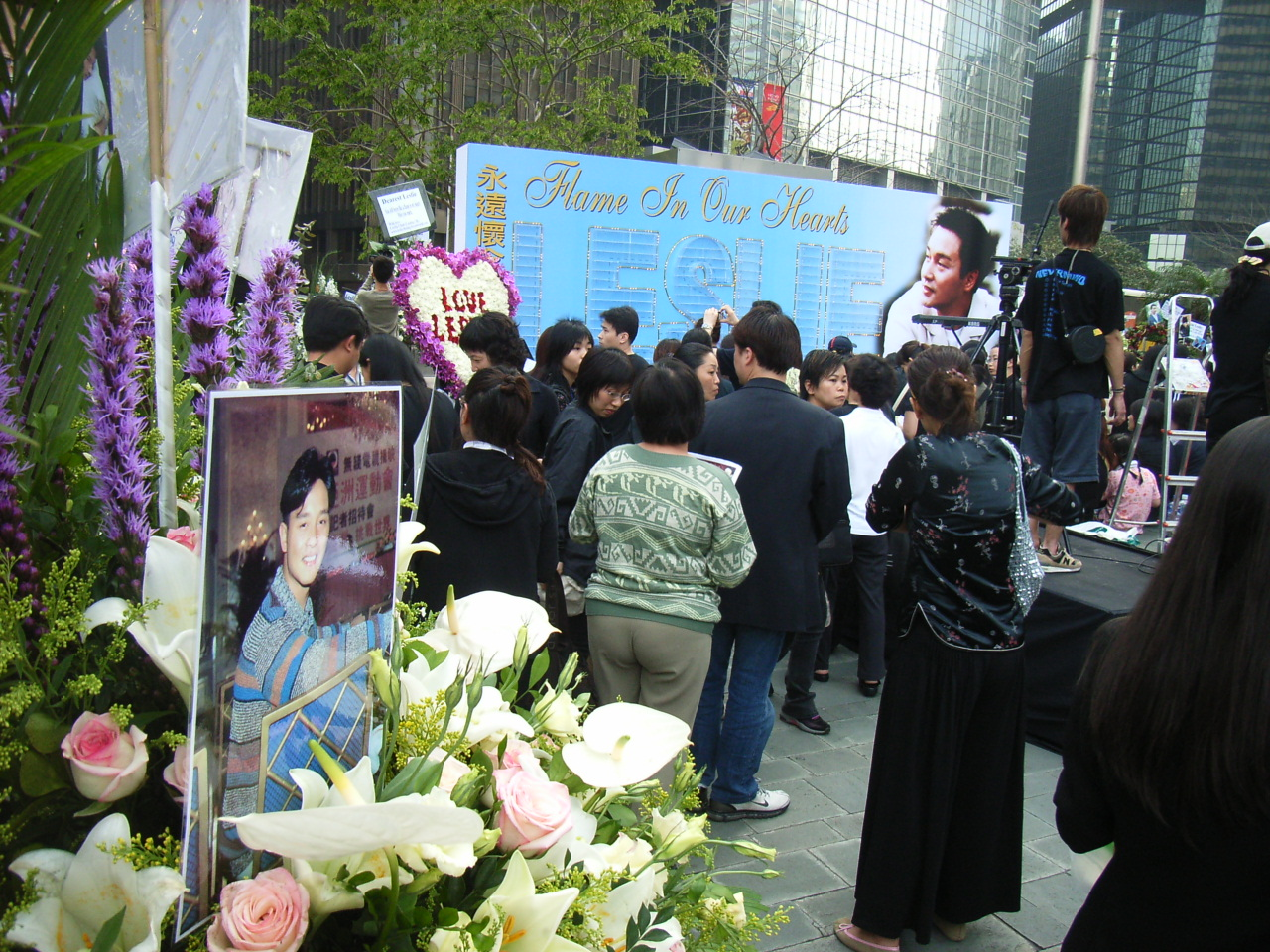
3º aniversário da morte de Cheung, em Central, Hong Kong, 2006

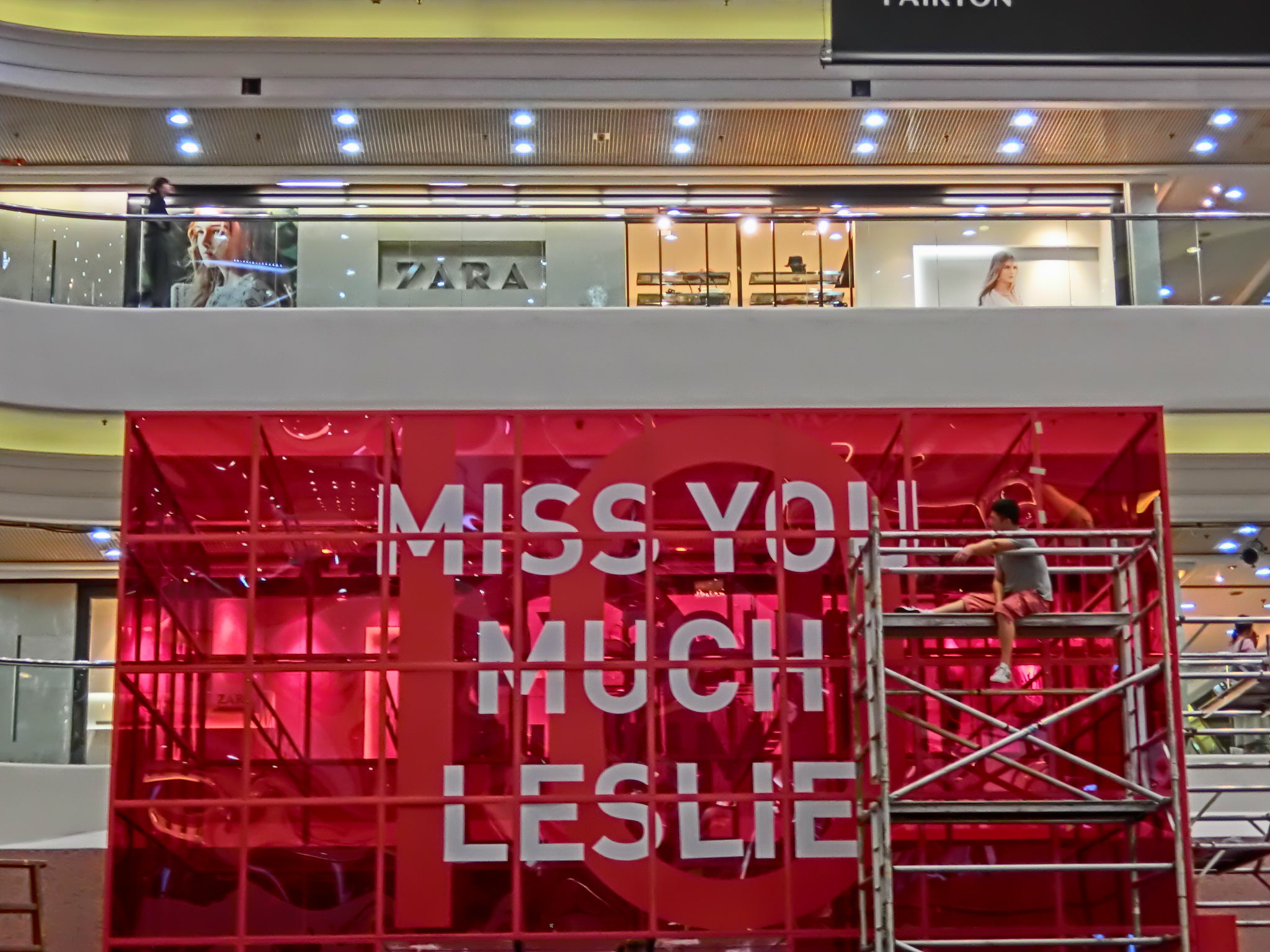
Exposição "Miss You Much Leslie" na Times Square (Hong Kong), abril de 2013

Cheung morreu por suicídio em 1 de abril de 2003 às 18h43 (HKT). Ele saltou do 24º andar do hotel Mandarin Oriental, localizado no distrito central da Ilha de Hong Kong. Ele deixou uma nota de suicídio dizendo que sofria de depressão.
Como um dos artistas mais populares da Ásia, a morte de Cheung partiu os corações de milhões de fãs em toda a Ásia e chocou a indústria do entretenimento asiática e a comunidade chinesa em todo o mundo. No dia seguinte à morte de Cheung, seu parceiro Daffy Tong confirmou que Cheung sofria de depressão clínica e estava consultando a professora Felice Lieh-Mak, uma famosa terapeuta, para tratamento por quase um ano. Ele também revelou que Cheung já havia tentado o suicídio em novembro de 2002. Mais tarde, em seu funeral, a sobrinha de Cheung revelou que seu tio teve depressão clínica grave e sofreu muito durante o ano passado. Ele foi enterrado em Po Fook Hill, Sha Tin. O político taiwanês Li Ao afirmou em um programa de TV que Leslie Cheung cometeu suicídio porque sofria de AIDS e disse que tinha "fontes confiáveis".
Apesar do risco de infecção por SARS e do aviso da OMS sobre viagens a Hong Kong, dezenas de milhares de pessoas compareceram ao serviço memorial de Cheung, que foi realizado para o público, em 7 de abril de 2003, incluindo celebridades e outros fãs, muitos de outras partes do o mundo, como China continental, Taiwan, Coréia, Japão, Sudeste Asiático, Estados Unidos e Canadá. O funeral de Cheung foi realizado em 8 de abril de 2003. Por quase um mês, a morte de Cheung dominou as manchetes dos jornais em Hong Kong e suas canções estiveram constantemente no ar. Seu último álbum, Everything Follows the Wind (一切隨風), foi lançado três meses após sua morte.
Nota de suicídio de Cheung (tradução):
"Depressão! Muito obrigado a todos os meus amigos. Muito obrigado a professora Felice Lieh-Mak (麥列菲菲) (última psiquiatra de Cheung). Este ano foi tão difícil. Não aguento mais. Muito obrigado a Tong Tong (apelido do namorado de Cheung, Daffy Tong). Muito obrigado à minha família. Muito obrigado à irmã Fei (沈殿霞). Na minha vida não fiz nada de ruim. Por que tem que ser assim?
Em uma entrevista de 2012, a irmã mais velha de Cheung, Ophelia, afirmou que Cheung foi diagnosticado com depressão clínica causada por um desequilíbrio químico no cérebro. Ela disse que os repórteres eram frequentemente encontrados fora da casa de seu irmão, o que dificultava sua capacidade de chegar às instalações do médico. Assim, ele iria até a casa dela para consultar seu médico. Ele perguntava à irmã: "Por que estou deprimido? Tenho dinheiro e muitas pessoas me amam". Ele estava relutante em tomar medicamentos para sua depressão.
Em 2013, a ex-agente musical de Cheung, Florence Chan, organizou dois concertos memoriais intitulados Miss You Much Leslie em 31 de março e 1º de abril para o 10º aniversário da morte de Cheung. Grandes nomes da indústria do entretenimento de Hong Kong se apresentaram no concerto no  Coliseu de Hong Kong. Além disso, em 2013, os fãs de Cheung de todo o mundo fizeram dois milhões de guindastes tsuru para o Guinness World Records como uma homenagem ao aniversário.
Em 12 de setembro de 2016, no que seria o 60º aniversário de Cheung, mais de mil fãs se juntaram a Florence Chan pela manhã no Po Fook Hill Ancestral Hall (寶福山) para orações. À noite, o fã-clube de Cheung, Red Mission, organizou a "60ª festa de aniversário Red Hot de Leslie Cheung" para comemorar Cheung. Foi uma festa de aniversário ao ar livre no Central Harbourfront Event Space com uma grande tela de LED projetando videoclipes, shows, músicas e fotos anteriores de Cheung. Eason Chan (陳奕迅) como membro do Red Mission juntou-se à festa cantando a canção "4 season" (春夏秋冬) de Cheung como uma homenagem a Cheung. No mesmo mês, outro torcedor, o United Leslie, também comemorou o grande dia desta renomada estrela. United Leslie organizou uma exposição e exibição de dois filmes selecionados de Cheung no PMQ, Central de Hong Kong.
Em 1º de abril de 2022, às 20h, o show Passion Tour de Leslie Cheung remasterizado em 4K foi lançado online para marcar o 19º aniversário da morte da estrela do Canto-pop. O concerto remasterizado foi transmitido ao vivo nas plataformas Tencent Video e WeChat com imagem visual aprimorada graças à tecnologia de IA realizada pelo Tencent Media Lab.

### Lutando contra a mídia e o preconceito social de Hong Kong
Cheung é bem conhecido por seus papéis de destaque retratando personagens gays em Chun Gwong Cha Sit e Adeus, Minha Concubina. Um par de salto alto vermelho que Cheung usou durante a apresentação de sua música Red foi descrito como "uma atração principal" em uma exposição sobre moda androgina em Hong Kong. Muitos meios de comunicação concentraram-se principalmente em discutir sobre a sua identidade queer, em vez de nas suas realizações artísticas no cinema e na música. Antes de sua morte, Cheung mencionou em entrevistas que ficou deprimido por causa de comentários negativos sobre a mudança de gênero em seu show da Passion Tour. Ele planejou se aposentar das apresentações no palco por causa da tensão de ser um artista bissexual em Hong Kong, enfrentando estigmatização, vigilância e marginalização.

### Asteroide
Em 2018, 55383 Cheungkwokwing foi nomeado em memória de Leslie Cheung. O asteróide do cinturão principal foi descoberto por Bill Yeung no Desert Eagle Observatory em 2003.

## Filmografia
| Ano  | Título                                                                             | Personagem                               | Notas                                                                  |
| ---- | ---------------------------------------------------------------------------------- | ---------------------------------------- | ---------------------------------------------------------------------- |
| 1978 | Hong lou chun shang chun (紅樓春上春)                                              |                                          |                                                                        |
| 1978 | Gou Yao Gou Gu (狗咬狗骨)                                                          |                                          |                                                                        |
| 1980 | Shi ye sheng (失業生)                                                              | "Zhang Sihao"                            |                                                                        |
| 1980 | Gu shou (鼓手)                                                                     |                                          |                                                                        |
| 1980 | Hot choi (喝采)                                                                    | "Gigo"                                   |                                                                        |
| 1981 | Shi ye sheng                                                                       |                                          |                                                                        |
| 1982 | Chong ji 21 (衝激21)                                                               |                                          |                                                                        |
| 1982 | Ning meng ke le (檸檬可樂)                                                         | "Jackson"                                |                                                                        |
| 1982 | Lie huo qing chun (烈火青春)                                                       | "Louis"                                  | Indicação de Melhor Ator (1983)                                        |
| 1983 | Gu shou (鼓手)                                                                     | "Tommy"                                  |                                                                        |
| 1983 | Yang guo yu xiao long nu (楊過與小龍女)                                            | "Yang Guo"                               |                                                                        |
| 1983 | Di yi ci (第一次)                                                                  | "Ah Fung"                                |                                                                        |
| 1984 | Sing dan fai lok (聖誕快樂)                                                        | "John"                                   |                                                                        |
| 1984 | San wen zhi (三文治)                                                               | "Eddie"                                  |                                                                        |
| 1984 | Yuen fan (緣份)                                                                    | "Paul Chan"                              |                                                                        |
| 1985 | Long feng zhi duo xing (龍鳳智多星)                                                | "Inspetor Chan Wing"                     |                                                                        |
| 1985 | Qiu ai fan dou xing (求愛反斗星)                                                   | "Wing Tsai"                              |                                                                        |
| 1985 | Wai nei chung ching (為你鍾情)                                                     | "Piggy Chan"                             |                                                                        |
| 1986 | Ou ran (偶然)                                                                      | "Louis"                                  | [ 73 ]                                                                 |
| 1986 | Ying hung boon sik (英雄本色)                                                      | "Sung Tse-kit"                           |                                                                        |
| 1987 | Yim ji kau (胭脂扣)                                                                | "Chan Chen-pang"                         | Indicação de Melhor Ator (1989)                                        |
| 1987 | Ying hung boon sik II (英雄本色II)                                                 | "Sung Tse-kit"                           | Indicação de Melhor Ator (1988)                                        |
| 1987 | Sien lui yau wan (倩女幽魂)                                                        | "Ning Choi-san"                          | Indicação para Melhor Canção de Filme Original (1988)                  |
| 1988 | Sha zhi lian (殺之戀)                                                              | "Chi Ken-wing"                           |                                                                        |
| 1989 | San jui gaai paak dong (新最佳拍檔)                                                |                                          |                                                                        |
| 1990 | Sien lui yau wan II: Yan gaan dou (倩女幽魂II人間道)                               | "Ning Choi-san"                          |                                                                        |
| 1991 | Chung hang sei hoi (縱橫四海)                                                      | "James"                                  |                                                                        |
| 1991 | Ah fei zing zyun (阿飛正傳)                                                        | "Yuddy"                                  | Melhor Ator (1991)                                                     |
| 1991 | Ho moon yeh yin (豪門夜宴)                                                         | "versão auto-imaginada de Tsang Siu-chu" |                                                                        |
| 1992 | Lam Gong juen: Fan fei jo fung wan (藍江傳之反飛組風雲)                            | "Teddy"                                  |                                                                        |
| 1992 | Ga yau hei si (家有囍事)                                                           | "Seung So"                               |                                                                        |
| 1993 | Adeus, Minha Concubina (霸王別姬)                                                  | "Cheng Dieyi"                            |                                                                        |
| 1993 | Se diu ying hung: Dung sing sai jau (射鵰英雄傳之東成西就)                         | "Huang Yaoshi"                           |                                                                        |
| 1993 | Faa tin hei si (花田囍事)                                                          | "David Copper Feel"                      |                                                                        |
| 1993 | Bak fat moh lui zyun (白髮魔女傳)                                                  | "Zhuo Yihang"                            | Indicação para Melhor Canção de Filme Original (1994)                  |
| 1993 | Bak fat moh lui zyun II (白髮魔女2)                                                | "Zhuo Yihang"                            |                                                                        |
| 1994 | Dung Che Sai Duk (東邪西毒)                                                        | "Ouyang Feng"                            |                                                                        |
| 1994 | Jin xiu qian cheng (錦繡前程)                                                      | "Lam Chiu-wing"                          |                                                                        |
| 1994 | Ji de... xiang jiao cheng shu shi II: Chu lian qing ren (記得香蕉成熟時II初戀情人) |                                          |                                                                        |
| 1994 | Gam chi yuk yip (金枝玉葉)                                                         | "Koo Ka-ming"                            | Melhor Canção Original de Filme (1995) Indicação de Melhor Ator (1995) |
| 1994 | Daai foo ji ga (大富之家)                                                          | "Roberto"                                |                                                                        |
| 1995 | Ye ban ge sheng (夜半歌聲)                                                         | "Song Danping"                           | Indicação para Melhor Canção de Filme Original (1996)                  |
| 1995 | Gam yuk moon tong (金玉滿堂)                                                       | "Chiu Kong-sun"                          |                                                                        |
| 1996 | Feng yue (風月)                                                                    | "Yu Zhongliang /"                        |                                                                        |
| 1996 | Naamsaang-neuiseung                                                                |                                          |                                                                        |
| 1996 | Sik ching nam lui (色情男女)                                                       | "Kwok Wing"                              | Indicação de Melhor Ator (1997)                                        |
| 1996 | Sik ching nam lui (新上海灘)                                                       | "Hui Man-keung"                          |                                                                        |
| 1996 | Gam chi yuk yip 2 (金枝玉葉2)                                                      | "Koo Ka-ming"                            | Indicação para Melhor Canção de Filme Original (1997)                  |
| 1996 | Dai sam yuen (大三元)                                                              | "Chung Kwok-keung"                       |                                                                        |
| 1997 | 97 Ga yau hei si (97家有囍事)                                                      | Ele mesmo (participação especial)        |                                                                        |
| 1997 | Chun Gwong Cha Sit (春光乍洩)                                                      | "Ho Po-wing"                             | Indicação de Melhor Ator (1998)                                        |
| 1998 | Gau sing bou hei (九星報喜)                                                        | "Ma Lun-cheung"                          |                                                                        |
| 1998 | Hong se lian ren (紅色戀人)                                                        | "Jin"                                    |                                                                        |
| 1998 | On na ma dak lin na (安娜瑪德蓮娜)                                                 | "Editor" (participação especial)         |                                                                        |
| 1999 | Sing yuet tung wa (星月童話)                                                       | "Kar-bo" / "Tetsuya"                     |                                                                        |
| 1999 | Lau sing yue (流星語)                                                              | "Wing"                                   |                                                                        |
| 2000 | Cheung wong (鎗王)                                                                 | "Rick Pang"                              |                                                                        |
| 2000 | Lian zhan Chong Cheng (戀戰沖繩)                                                   | "Jimmy Tong"                             |                                                                        |
| 2000 | Yan fei yan mie (煙飛煙滅)                                                         | "Lawrence" Diretor                       |                                                                        |
| 2002 | Yee dou hung gaan (異度空間)                                                       | "Jim Law"                                | Indicação de Melhor Ator (2003)                                        |
| 2008 | Dung Che Sai Duk (東邪西毒)                                                        | "Ouyang Feng"                            |                                                                        |

## Prêmios e indicações

### RTHK Top 10 Gold Songs Awards (十大中文金曲)
| Ano  | Categoria                                    | Nomeações                          | Resultado |
| ---- | -------------------------------------------- | ---------------------------------- | --------- |
| 1984 | Top 10 Músicas de Ouro                       | "Monica"                           | Venceu    |
| 1985 | Top 10 Músicas de Ouro                       | "Wild Wind" (不羈的風)             | Venceu    |
| 1986 | Top 10 Músicas de Ouro                       | "Past Love" (當年情)               | Venceu    |
| 1987 | Top 10 Músicas de Ouro                       | "Sleepless Night" (無心睡眠)       | Venceu    |
| 1987 | Melhor CD                                    | Summer Romance                     | Venceu    |
| 1987 | Prêmio de Vendas (Álbum Mais Vendido do Ano) | Summer Romance                     | Venceu    |
| 1988 | Top 10 Músicas de Ouro                       | "Silence is Golden" (沉默是金)     | Venceu    |
| 1988 | Top 10 Músicas de Ouro                       | "Don't Need Too Much" (無需要太多) | Venceu    |
| 1988 | Prêmio IFPI                                  | Leslie Cheung (張國榮)             | Venceu    |
| 1999 | Top 10 Músicas de Ouro                       | "Left Right Hand" (左右手)         | Venceu    |
| 1999 | Golden Needle Award (金針獎)                 | Leslie Cheung (張國榮)             | Venceu    |
| 2000 | Top 10 Músicas de Ouro                       | "Big Heat" (大熱)                  | Venceu    |
| 2002 | Prêmio Jubileu de Prata                      | Leslie Cheung (張國榮)             | Venceu    |

### Jade Solid Gold Best Ten Music Awards (十大勁歌金曲頒獎典禮)
| Ano  | Categoria                                       | Nomeações                          | Resultado |
| ---- | ----------------------------------------------- | ---------------------------------- | --------- |
| 1983 | Top 10 Músicas de Ouro                          | "Wind Blows On" (風繼續吹)         | Indicado  |
| 1984 | Top 10 Músicas de Ouro                          | "Monica"                           | Venceu    |
| 1985 | Top 10 Músicas de Ouro                          | "Wild Wind" (不羈的風)             | Venceu    |
| 1986 | Top 10 Músicas de Ouro                          | "Past Love" (當年情)               | Venceu    |
| 1986 | Top 10 Músicas de Ouro                          | "Who Resonates With Me" (有誰共鳴) | Venceu    |
| 1986 | Gold Song Gold Award (金曲金獎)                 | "Who Resonates With Me" (有誰共鳴) | Venceu    |
| 1987 | Top 10 Músicas de Ouro                          | "Sleepless Night" (無心睡眠)       | Venceu    |
| 1987 | Gold Song Gold Award (金曲金獎)                 | "Sleepless Night" (無心睡眠)       | Venceu    |
| 1988 | Top 10 Músicas de Ouro                          | "Silence is Golden"(沉默是金)      | Venceu    |
| 1988 | Top 10 Músicas de Ouro                          | "Closer" (贴身)                    | Venceu    |
| 1988 | Artista masculino mais popular (最受歡迎男歌星) | Leslie Cheung (張國榮)             | Venceu    |
| 1989 | Top 10 Músicas de Ouro                          | "Starting from Zero" (由零開始)    | Venceu    |
| 1989 | Artista masculino mais popular (最受歡迎男歌星) | Leslie Cheung (張國榮)             | Venceu    |
| 1999 | Prêmio de Honra (榮譽大獎)                      | Leslie Cheung (張國榮)             | Venceu    |
| 2000 | Four Channel Award (Melhor Álbum do Ano)        | Untitled                           | Venceu    |
| 2000 | Prêmio de Honra (榮譽大獎)                      | Leslie Cheung (張國榮)             | Venceu    |

### Outros prêmios musicais
| Ano  | Associações                    | Categoria                                | Nomeações                 | Resultado |
| ---- | ------------------------------ | ---------------------------------------- | ------------------------- | --------- |
| 1988 | Ultimate Song Chart Awards     | Prêmio Ouro de Artista Masculino Supremo | Leslie Cheung (張國榮)    | Venceu    |
| 1989 | Ultimate Song Chart Awards     | Prêmio Ouro de Artista Masculino Supremo | Leslie Cheung (張國榮)    | Venceu    |
| 1989 | Ultimate Song Chart Awards     | Prêmio IFPI                              | Side Face (側面)          | Venceu    |
| 1999 | Ultimate Song Chart Awards     | Ultimate Song Award (canção nº 1 do ano) | "Left Right Hand"(左右手) | Venceu    |
| 1999 | Metro Radio Hit Music Awards   | Música de sucesso do ano da Metro Radio  | "Left Right Hand"(左右手) | Venceu    |
| 1999 | Metro Radio Hit Music Awards   | Top 10 músicas de sucesso da Metro Radio | "Left Right Hand"(左右手) | Venceu    |
| 2000 | CCTV-MTV Music Honours         | A maior estrela da Ásia                  | Leslie Cheung (張國榮)    | Venceu    |
| 2001 | Chinese Pop Music Media Awards | Melhor Cantor Masculino                  | Leslie Cheung (張國榮)    | Venceu    |

### Prêmio Cinematográfico de Hong Kong
| Ano  | Categoria                       | Nomeações                         | Resultado |
| ---- | ------------------------------- | --------------------------------- | --------- |
| 1983 | Melhor Ator                     | Lie huo qing chun (烈火青春)      | Indicado  |
| 1988 | Melhor Ator                     | Ying hung boon sik II (英雄本色2) | Indicado  |
| 1988 | Melhor Canção Original de Filme | Sien lui yau wan (倩女幽魂)       | Indicado  |
| 1989 | Melhor Ator                     | Yim ji kau (胭脂扣)               | Indicado  |
| 1991 | Melhor Ator                     | Ah fei zing zyun (阿飛正傳)       | Venceu    |
| 1994 | Melhor Canção Original de Filme | Bak fat moh lui zyun (白髮魔女傳) | Indicado  |
| 1995 | Melhor Ator                     | Gam chi yuk yip (金枝玉葉)        | Indicado  |
| 1995 | Melhor Canção Original de Filme | Gam chi yuk yip (金枝玉葉)        | Venceu    |
| 1996 | Melhor Canção Original de Filme | Ye ban ge sheng (夜半歌聲)        | Indicado  |
| 1997 | Melhor Ator                     | Sik ching nam lui (色情男女)      | Indicado  |
| 1997 | Melhor Canção Original de Filme | Gam chi yuk yip 2 (金枝玉葉2)     | Indicado  |
| 1998 | Melhor Ator                     | Chun Gwong Cha Sit (春光乍洩)     | Indicado  |
| 2003 | Melhor Ator                     | Yee dou hung gaan (異度空間)      | Indicado  |

### Golden Horse Awards
| Ano  | Categoria              | Nomeações                         | Resultado |
| ---- | ---------------------- | --------------------------------- | --------- |
| 1991 | Melhor Ator Principal  | Ah fei zing zyun (阿飛正傳)       | Indicado  |
| 1993 | Melhor Canção Original | Bak fat moh lui zyun (白髮魔女傳) | Venceu    |
| 1994 | Melhor Canção Original | Gam chi yuk yip (金枝玉葉)        | Indicado  |
| 1995 | Melhor Canção Original | Ye ban ge sheng (夜半歌聲)        | Indicado  |
| 1996 | Melhor Ator Principal  | Feng yue(風月)                    | Indicado  |
| 1996 | Melhor Canção Original | Feng yue(風月)                    | Indicado  |
| 1996 | Melhor Canção Original | Gam chi yuk yip 2 (金枝玉葉2)     | Indicado  |
| 1997 | Melhor Ator Principal  | Chun Gwong Cha Sit (春光乍洩)     | Indicado  |
| 2000 | Melhor Ator Principal  | Cheung wong (鎗王)                | Indicado  |
| 2002 | Melhor Ator Principal  | Yee dou hung gaan (異度空間)      | Indicado  |

### Outros prêmios de cinema
| Ano  | Associações                                | Categoria   | Nomeações                         | Resultado |
| ---- | ------------------------------------------ | ----------- | --------------------------------- | --------- |
| 1991 | Festival de Cinema Ásia-Pacífico           | Melhor Ator | Ah fei zing zyun (阿飛正傳)       | Indicado  |
| 1993 | Festival de Cannes                         | Melhor Ator | Adeus, Minha Concubina (霸王別姬) | Indicado  |
| 1994 | Hong Kong Film Critics Society Awards      | Melhor Ator | Dung Che Sai Duk (東邪西毒)       | Venceu    |
| 1994 | Japan Film Critics Society                 | Melhor Ator | Adeus, Minha Concubina            | Venceu    |
| 1994 | Festival Internacional de Cinema de Veneza | Melhor Ator | Dung Che Sai Duk                  | Indicado  |
| 1996 | Festival de Cannes                         | Melhor Ator | Feng yue (風月)                   | Indicado  |
| 1997 | Festival de Cannes                         | Melhor Ator | Chun Gwong Cha Sit (春光乍洩)     | Indicado  |

### Ming Pao Power Academy Awards
| Ano  | Categoria               | Nomeações                    | Resultado |
| ---- | ----------------------- | ---------------------------- | --------- |
| 2000 | Prêmio Honorário        | Leslie Cheung (張國榮)       | Venceu    |
| 2000 | Melhor Cantor Masculino | Leslie Cheung (張國榮)       | Venceu    |
| 2002 | Melhor Ator             | Yee dou hung gaan (異度空間) | Venceu    |